# Basy (instrument)
Basy, inaczej basetla lub basetnia – polski ludowy instrument smyczkowy o niskiej skali, o kształcie przypominającym wiolonczelę, zwykle wielkości pośredniej między wiolonczelą a kontrabasem. Pełni funkcję rytmiczną i jest podstawą do melodii granej przez skrzypka. Od lat 50./60. sukcesywnie wypierany przez harmonię, a następnie akordeon w składzie kapel wiejskich.

## Budowa
Basy różnią się między sobą sposobem wykonania (dłubane lub klejone) a także ilością strun – od 2, przez 3 (jest to najpopularniejszy wariant), aż po inspirowane kontrabasem 4-strunowe. Różnice można zauważyć także w sposobie gry – starsze basy nie posiadały podstrunnicy, wobec czego nie skracano strun palcami, a jedynie przesuwano po nich smyczkiem. Ten także mógł być zbudowany w różnoraki sposób – początkowo był to wygięty w łuk patyk z naciągniętym włosiem z ogona ogiera lub wałacha, później zaczęto budować smyczki przypominające te profesjonalne: płaskie, wraz z ruchomą żabką do regulacji naciągu włosia. Nie mają mikrostroików w strunniku, a drobnych korekt wysokości dźwięku dokonuje się naciskając lekko strunę na wysokości szyjki (by obniżyć dźwięk) lub komory kołkowej (aby go podwyższyć).
Ludowi lutnicy wytwarzający basy nie mieli dostępu do wykonanych lutniczo wiolonczel czy kontrabasów, toteż wykrój instrumentu uzyskiwano w inny sposób. Za pomocą lampy naftowej lub świecy rzucano cień skrzypiec na ścianę, z którego powiększonego, ale też zdeformowanego kształtu tworzono wykrój. Z tego powodu basy wykonane w ten sposób wyglądają bardziej jak powiększone skrzypce, aniżeli kontrabas; różnią się także między sobą wyglądem.
Struny basów tradycyjnie wykonywano z jelit zwierzęcych lub drutów telefonicznych. Współcześnie używa się strun produkowanych fabrycznie.

### Basy dłubane
Szyjka i pudło rezonansowe w tych basach są wykonane z jednego kawałka drewna, jedynie płyta wierzchnia, pełniąca funkcję membrany przenoszącej dźwięk, była doklejana. Używa się do tego tzw. kleju skórnego lub kostnego, wykonanego z rozdrobnionych, wysuszonych, a następnie rozpuszczonych w zimnej wodzie szczątków zwierzęcych. Na ogół mają 2 lub 3 struny.

#### Basy kaliskie
Do basów dłubanych zaliczane są basy kaliskie, które charakteryzują się odmienną budową niż te produkowane w innych regionach Polski. Nie posiadają one duszy – jej funkcję imituje nóżka, która przechodząc przez płytę wierzchnią, opiera się na płycie dolnej. Druga nóżka wsparta jest na górnej płycie instrumentu, która jest przytwierdzona do korpusu za pomocą gwoździ, a nie kleju. Odkrycie tego rodzaju basów przypisuje się drowi Jarosławowi Lisakowskiemu, który prowadził wieloletnie badania ziemi kaliskiej. Współcześnie basy kaliskie produkuje m.in. Mateusz Raszewski, pierwszy uczeń wybitnego skrzypka Leona Lewandowskiego.

### Basy klejone
Wykonane z ciętych, giętych płyt drewnianych, mają wklejane boki. Nieco większe od basów dłubanych, mają zwykle 3 lub 4 struny. Wraz z rozpowszechnieniem się kontrabasów zaczęły być wypierane przez nie lub przez instrumenty na nich wzorowane (tzw. duże basy). Często posiadają sznurek ułatwiający trzymanie i transport. W płycie spodniej basów wycinano drzwiczki, które na weselu zmieniały instrument w skarbonkę – goście, chcąc zamówić utwór wrzucali przez nie pieniądze, było to tzw. zakładanie do basów.

#### Basy podhalańskie
Pojawienie się basów na Podhalu ma dwie teorie. Pierwszą jest przybycie tego instrumentu z północnej Małopolski, od Krakowa, druga zakłada wpływ kultury wołoskiej dzięki góralom powracającym z pracy czy służby wojskowej. Basy mają kształt znacznie zbliżony do wiolonczeli; niektóre z nich powstawały właśnie na bazie modyfikacji tego instrumentu – usuwano nóżkę i zmieniano ilość strun na 3. Basy lutnicze mają kształt ósemki, nie posiadają narożników – chociaż ten kształt także nie jest regułą, często był on uzależniony od ilości materiałów i umiejętności budowniczego. Są muzycy ludowi twierdzący, że takie basy brzmią nieporównywalnie lepiej niż instrument powstały z wiolonczeli. Niektórzy lutnicy rzeźbią główkę w kształt inny niż pojedynczy ślimak, np. pojawiają się na niej miniaturowe rzeźby przedstawiające Sabałę. Dwie cieńsze struny są jelitowe, a najgrubsza – wiolonczelowa.
Płyta wierzchnia w basach lutniczych wykonana jest ze świerku bądź z jodły, a boki, płyta spodnia i główka – z jaworu.
Często środkowa struna przesunięta jest bliżej najgrubszej, co ma związek z techniką wykonawczą. 

## Strojenie
Strój basów zależy od ilości strun a także regionu. Częstą praktyką była modyfikacja grubości strun celem jak najoszczędniejszego palcowania. Poniżej przedstawiono najpopularniejsze strojenia, od najniższego do najwyższego dźwięku:
Basy 2-strunowe: D-a
Basy 3-strunowe: G-D-a; gdy podstawą basowania był dźwięk D, zmieniano strunę G na cieńszą, strojoną o oktawę wyżej. Dzięki temu uzyskiwano kwintę i kwartę w stosunku do dźwięku podstawowego.
Basy 4-strunowe: C-G-D-a
W basach podhalańskich środkowe struny są cieńsze od zewnętrznych. Basy 3-strunowe stroi się do dźwięków D-d-A, a 4-strunowe – D-d-a-A. Zewnętrzne struny w basach podhalańskich mają swoje tradycyjne nazwy. Strunę A nazywa się starą, a D – owerturą, brak jednak udokumentowanych związków z uwerturą.   

## Sposób gry
Dźwięk z basów wydobywa się za pomocą smyczka. Niekiedy jednak basiści, chcąc zaimponować słuchaczom, grają "z pazura", czyli pizzicato. Najczęściej gra się na pustych strunach, kwintami, chociaż najwcześniejsze melodie oparte były na jednym dźwięku, dając burdonowe brzmienie. W czasach, gdy na weselach grano tylko muzykę tradycyjną, umiejętność basowania była powszechna. Skrzypkowie często mieli swoje basy, które zabierali ze sobą na wesela, a basistami zostawali goście weselni. Była to częsta praktyka m.in. w Polsce centralnej, która należała do biedniejszych regionów i gdzie do lat 30. XX wieku kapele praktycznie nie istniały właśnie z tego powodu. Dzięki temu rodzina państwa młodych nie musiała zatrudniać całej kapeli, a jedynie jednego muzykanta.
Z założenia basy mają realizować podstawę harmoniczną utworu, nadawać rytm do tańca i trzymać w ryzach skrzypka, jako że często grali oni szybkie, popisowe partie. Także podczas wesel, gdzie nierzadko panował gwar i hałas, dudniący dźwięk basów był jedynym, który docierał do uszu tańczących gości.
W basach podhalańskich muzycy skracają struny podczas gry. Nutę, czyli utwór, rozpoczyna właśnie dźwięk basu na najniższej strunie. Pociąga się jednocześnie najniższą i środkową strunę, a wyższe dźwięki, najczęściej kwinty, dodawane są na tej najwyższej. 

## Dyskografia
Koniec basów. Kraśnica, Opoczyńskie nagr. Andrzej Bieńkowski, Muzyka Odnaleziona, Warszawa 2008
Melodie stamtąd, Nagrania archiwalne pieśni i muzyki regionu kaliskiego ze Zbiorów Fonograficznych Instytutu Sztuki PAN, cz. 1: 1947 – pierwsza poł. 1959 r. (wyd. 2015) i cz. 2: – druga poł. 1959 r. (wyd. 2017)
Muzyka Źródeł vol. 32 - Ród Karpieli, Bolesław, Jan, Sebastian Karpiel-Bułecka, Polskie Radio, 2019   

## Galeria

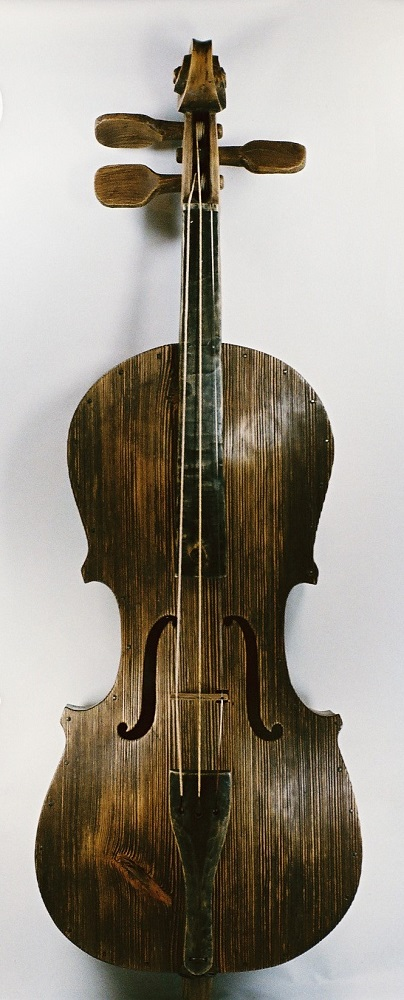
Basy kaliskie dłubane 3-strunowe
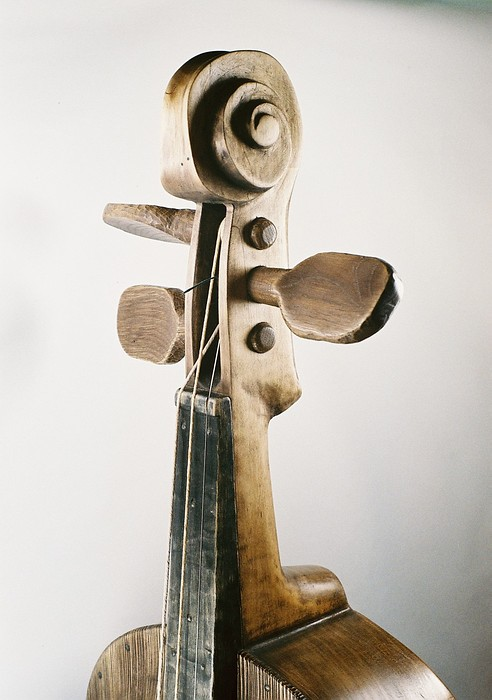
Basy kaliskie dłubane 3-strunowe, ślimak i szyjka
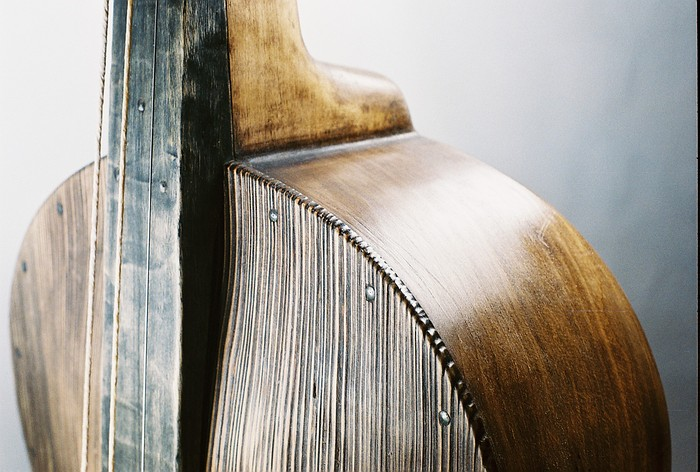
Basy kaliskie dłubane 3-strunowe, zbliżenie
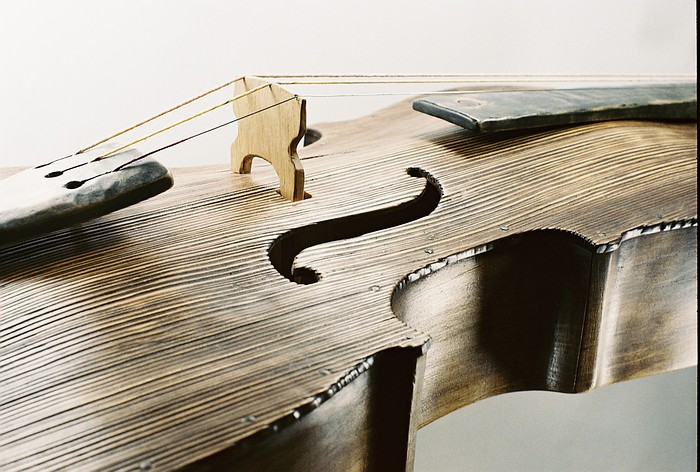
Basy kaliskie dłubane 3-strunowe, zbliżenie
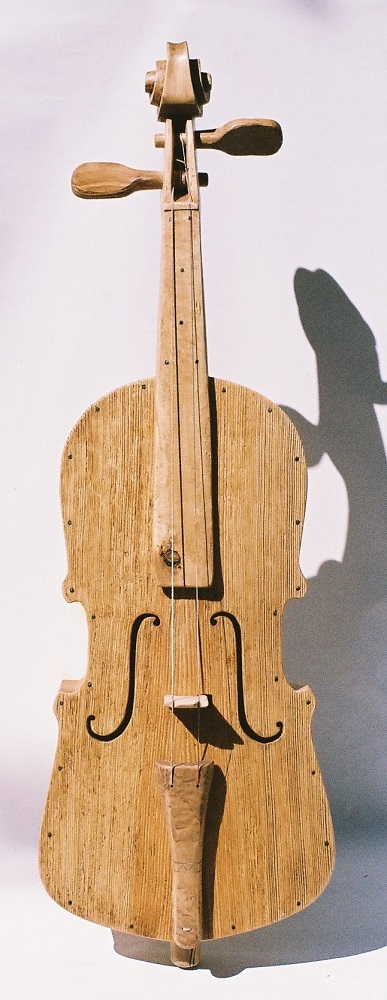
Basy kaliskie dłubane 2-strunowe
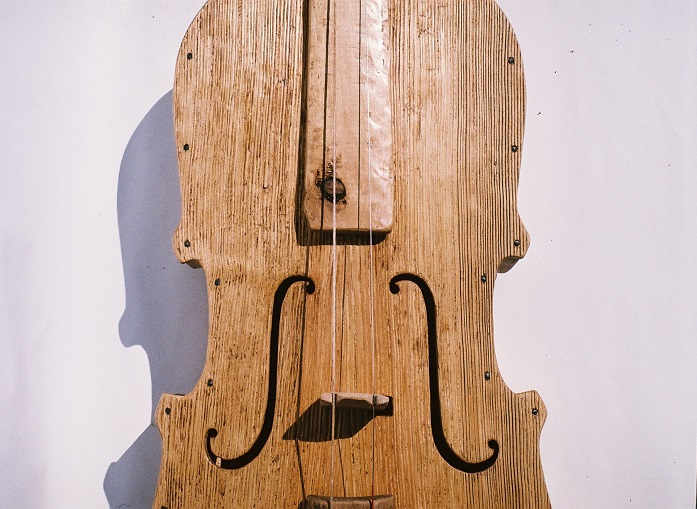
Basy kaliskie dłubane 2-strunowe, pudło rezonansowe
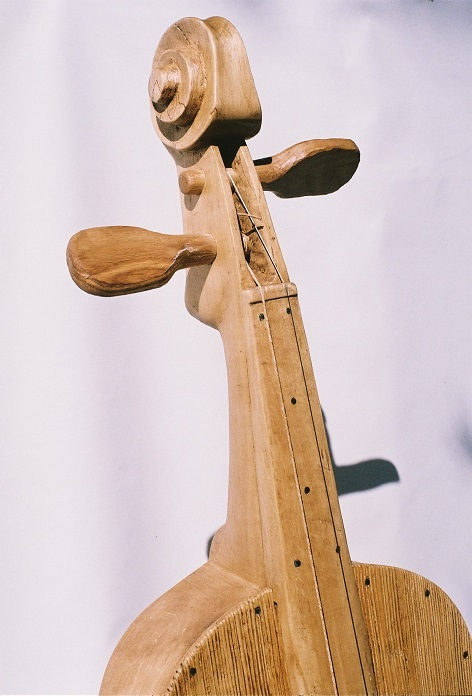
Basy kaliskie dłubane 2-strunowe, ślimak i szyjka
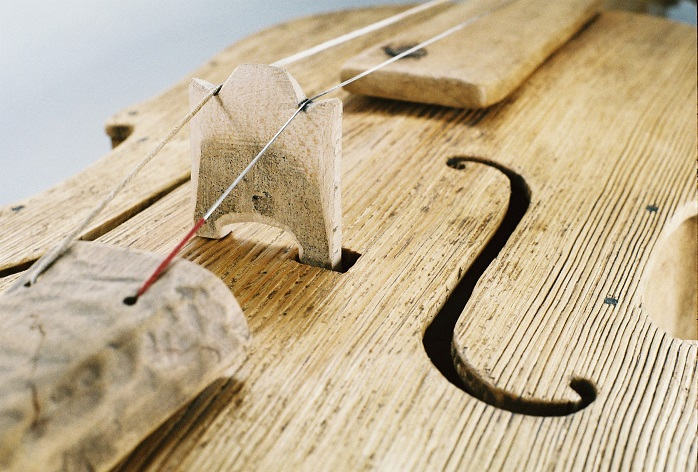
Basy kaliskie dłubane 2-strunowe, mostek
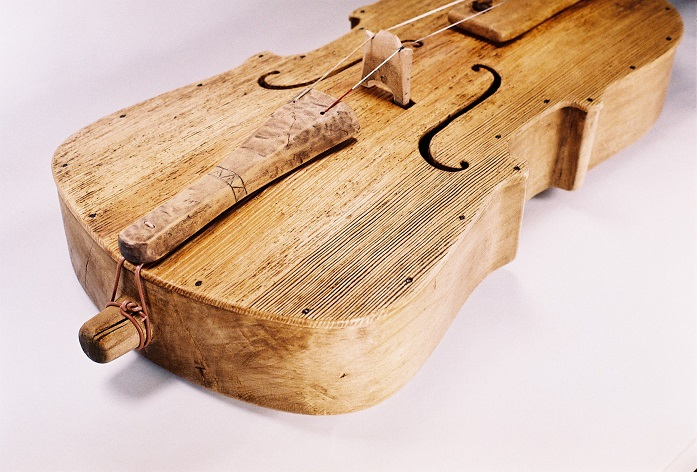
Basy kaliskie dłubane 2-strunowe, zbliżenie